# Auguste Louis Jobbé-Duval
Pour les articles homonymes, voir Jobbé-Duval.
 (janvier 2015).
Si vous disposez d'ouvrages ou d'articles de référence ou si vous connaissez des sites web de qualité traitant du thème abordé ici, merci de compléter l'article en donnant les références utiles à sa vérifiabilité et en les liant à la section « Notes et références ».
Auguste-Louis Jobbé-Duval né à Vannes le 11 mars 1819 et mort à Rennes le 28 janvier 1881 est un peintre français.

## Biographie
Auguste Louis Jobbé-Duval épouse Henriette Frédérique Guérin (1827-1888) le 22 janvier 1845 à Rennes. Ils ont six enfants, dont :
- Frédéric-Auguste Jobbé-Duval (1846-1929), architecte, père de Félix Pol Jobbé-Duval, illustrateur humoristique ;
- Auguste Henri Jobbé-Duval (1847-1932), peintre[Note 1].
- Henriette-Marie Jobbé-Duval (1851-1883) ;
- Marie Jobbé-Duval (1853-1942) ;
- Gaston Gabriel Jobbé-Duval (1856-1929), peintre.

Auguste-Louis Jobbé-Duval est l'auteur des plafonds de la cathédrale Saint-Pierre de Rennes peints en 1844. Il fonde la Maison Jobbé-Duval à Rennes, toujours en activité et spécialisée dans les travaux de restaurations. Il est appelé le « peintre des châteaux » de la région de Rennes. Son fils Auguste Henri (1847-1932) travailla souvent avec son frère Gaston (1856-1929) qui réalisèrent la décoration de la salle des fêtes de l'hôtel de ville de Rennes, et décora également le théâtre de Dieppe.
Il tombe d'un échafaudage lors d'une de ses interventions et meurt de ses blessures le 28 janvier 1881.

## Œuvre
- 1844 : plafonds peints de cathédrale Saint-Pierre de Rennes.
- 1876 : décor polychrome de la statue de la Vierge des Miracles et des Vertus du sculpteur Charles-Pierre Goupil, basilique Saint-Sauveur de Rennes.